# بیونور فارما
بیونور فارما (انگلیسی: Bionor Pharma) شرکت داروسازی نروژی است، که در سال ۱۹۹۳ تأسیس شد.